# Willi Weber
Wilhelm Friedrich Weber (Ratisbona, Alemania; 11 de marzo de 1942) más conocido como Willi Weber, es un exmánager de pilotos alemanes de automovilismo, incluido el siete veces campeón de Fórmula 1 Michael Schumacher (hasta 2012), su hermano Ralf (hasta noviembre de 2005), Nico Hülkenberg (hasta 2011) y Timo Scheider. También fue el titular de la franquicia de A1 Team Germany.
Weber se hizo un nombre en el mundo del automovilismo por descubrir y promover talentos como los hermanos Schumacher y por ser un astuto negociador. Además de ocuparse de los problemas contractuales de sus clientes, también tuvo éxito en hacer negocios rentables para sus clientes.
En 1983, el ingeniero Klaus Trella convenció a Weber de una asociación y fundaron su equipo de Fórmula 3 WTS Racing (Weber-Trella Stuttgart). El primer éxito se produjo en 1988 con el piloto alemán Joachim Winkelhock, que ganó el primer título del Campeonato F3 alemán del equipo. Michael Schumacher ganó un segundo título para el equipo en 1990 y luego en 1992 y 1993 WTS ganó nuevamente con Pedro Lamy y Jos Verstappen.
A finales de 1988, durante una carrera de Fórmula Ford alemana en Salzburgring en Austria, Weber, contacta por primera vez a Michael Schumacher el joven talento que gana la carrera. Weber se convierte en su representante y ya en 1990, Schumacher en su segundo año de participación se convierte en campeón alemán de Fórmula 3. Weber logra que Michael Schumacher participe también en el Campeonato Mundial del Grupo C de 1990, conduciendo por el equipo Sauber, que por esos años era el equipo oficial de Mercedes-Benz.
En 1991, la habilidad como negociador de Willi Weber quedó manifiesta cuando, aprovechándose de que Bertrand Gachot dejaba temporalmente una plaza vacante en la escudería Jordan de Fórmula 1, logra convencer a su propietario Eddie Jordan de probar a su pupilo para que lo reemplazara. Por si fuera poco, habiendo obtenido información de que Jordan perdería sus motores Cosworth para la siguiente temporada, y luego del buen debut de Schumacher en el Gran Premio de Bélgica de 1991, consiguen la atención de Flavio Briatore, director del equipo Benetton, donde Schumacher tendría mejores posibilidades de lucir sus atributos como piloto ya desde la siguiente carrera en Italia.
A partir de 2005, se hizo cargo del equipo alemán de A1 Grand Prix, categoría que enfrentaba a un país contra otro en lo que se llamó una copa mundial de automovilismo. Este rol le permitiría promover a jóvenes pilotos como Nico Hülkenberg y Timo Scheider, de quienes también fue representante. Con el equipo alemán y Hülkenberg como uno de sus pilotos consiguieron el título en la temporada 2006-07.